# Нетон Аллен
Нетон Аллен (англ. Nathon Allen) (нар. 28 жовтня 1995) — ямайський легкоатлет, спринтер, срібний призер Олімпійських ігор в естафетному бігу 4×400 метрів (2016).
На чемпіонаті світу-2019 спортсмен здобув дві срібні нагороди в чоловічій та змішаній естафеті 4×400 метрів.

## Виступи на Олімпіадах
| Олімпіада           | Дисципліна            | Місце |
| ------------------- | --------------------- | ----- |
| 2016 Ріо-де-Жанейро | естафета 4×400 метрів | 2     |